# Carl Merrill
Carl Merrill était un pilote de rallyes américain, né en 1936 et mort le 3 octobre 1998, à 62 ans, le lendemain d'un arrêt cardiaque au premier jour de la course SCCA de Prescott (le Prescott Forest Rally).

## Biographie
Entrepreneur-sponsor, lui-même propriétaire d'écuries, il s'implique dans le sport automobile dès 1979, en formule NASCAR, remportant ainsi plusieurs compétitions américaines et canadiennes.
Il débute cependant personnellement en courses de rallyes cette fois 12 ans plus tard, en 1989 à 53 ans au Rallye des Voyageurs ontarien avec Diane Houseal pour copilote sur Mazda 323 GTX, en classe Production GT.
En 1991, il termine 2e du Rally des Tall Pines avec cette même copilote sur Mitsubishi Eclipse de 300CV "open class" cette fois.
Sa première consécration arrive en 1992 au Rallye des Voyageurs, avec Jon Wickens pour copilote sur le même véhicule.
En 1993, il change de véhicule pour passer sur Ford Escort Cosworth jusqu'à sa dernière année de course, le vétéran John Bellefleur (déjà copilote Champion des Rallyes d'Amérique du Nord en 1976) devenant son propre copilote de la mi-1994 à 1996 (puis Lance Smith lors de ses deux dernières courses de 1996, jusqu'à son décès).
Il court sous les couleurs du Libra Racing Team de la mi-1991 à 1998, et permet à Bellefleur d'obtenir un second titre Nord-américain à vingt ans d'écart, en 1996.
Il résidait à Ogunquit, ville côtière de l'État du Maine.

## Palmarès (en 8 ans de compétitions)
- Triple vainqueur de la Coupe d'Amérique du Nord des rallyes Toutes Catégories: 1993, 1996, et 1998 (sur Ford Escort Cosworth - le titre 1998 lui est attribué à titre posthume);
- Triple vainqueur de la Coupe des Rallyes d'Amérique du Nord en Catégorie Open: 1993, 1996, et 1998 (sur Ford Escort Cosworth - titre 1998 posthume);
- Participation à la victoire de Ford en Coupe des Marques des Rallyes d'Amérique du Nord en Catégorie Open: 1995;
- Participation à la victoire de Ford en Coupe des Marques des Rallyes d'Amérique du Nord en Catégorie Production: 1993;
- Champion des Rallyes du Canada: 1996 (et Classe Open);
  - Vice-champion des Rallyes d'Amérique du Nord: 1994;
  - Vice-champion des Rallyes du Canada: 1993;
  - Vice-champion des Rallyes des États-Unis (2e du Michelin PRO Rally Championship des États-Unis toutes catégories): 1996;
  - 2e du Subaru PRO Rally Championship des États-Unis classe open: 1993;
  - 3e du Subaru PRO Rally Championship des États-Unis toutes catégories: 1993;
  - 3e du Michelin PRO Rally Championship des États-Unis toutes catégories: 1994;
  - 3e du Subaru PRO Rally Championship des États-Unis classe open: 1991;
  - 4e du Subaru PRO Rally Championship des États-Unis toutes catégories: 1991.

### 9 victoires en championnat du Canada des Rallyes
- Rallye des Voyageurs: 1992 et 1993;
- Rallye de Charlevoix: 1992 et 1993;
- Rallye Dartmouth Highlands: 1993 (copilote: John Buffum lui-même);
- Rallye de la Baie des Chaleurs: 1994;
- Rallye Perce-Neige: 1996 et 1997;
- Rocky Mountain Rally: 1997.

### 8 victoires en championnat des États-Unis des Rallyes SCCA (Sports Car Club of America) PRO Rally
- Goldrush PRO Rally (de Westcliffe): 1993;
- Rallye Press on Regardless PRO Rally: en 1993;
- Doo Wop PRO Rally: 1994;
- Maine Forest Summer PRO Rally: 1994;
- Ojibwe Forest PRO Rally: 1994;
- Wild West PRO Rally: 1996 (et disqualifié après avoir été déclaré vainqueur en 1994);
- Pacific Forest PRO Rally (en): 1996 (devient ultérieurement une manche du championnat canadien);
- Rallye STP : 1997.

### Autres victoires notables
- Rallye Olympus: 1996 (second des deux manches, les 2 fois à 10" d'un leader différent);
  - 6e de la Course de côte du mont Washington en 1991.

## Distinctions
- Grand Maître des Rallyes du Canada (2350 pts (>2000))